# Raquel Morell
Raquel Morell (ur. 4 lutego 1959) – meksykańska aktorka grająca w telenowelach.
Żona aktora Fernando Nesme.

## Wybrana filmografia
- 1997: Esmeralda jako Doña Blanca de Velasco de Peñarreal (matka Esmeraldy)[2][3]
- 1998: Krople miłości jako Bernarda De Santiago
- 1998: Paulina jako Carolina Carrillo
- 2010-2011: Kiedy się zakocham... jako Ágatha Beltrán
- 2012-2013: Prawdziwe uczucie jako Tomasina Lagos
- 2013: Oblicza miłości jako Dolores

## Nominacje

### Premios TVyNovelas
| Rok  | Kategoria                      | Telenowela | Wynik     |
| ---- | ------------------------------ | ---------- | --------- |
| 1998 | Najlepsza aktorka drugoplanowa | Esmeralda  | Nominacja |